# 2 (číslo)
Dvojka je spolu s číslem jedna velmi důležité číslo, které stálo na počátku všech početních pokusů lidstva. Je to nejmenší a jediné sudé prvočíslo. Římská číslice dva je II. Tutéž číselnou hodnotu má i hebrejské písmeno bet.
Dvě věci, které k sobě patří, tvoří pár.
V češtině i mnoha jiných jazycích existuje pro pár zvláštní gramatická forma – dvojné číslo.
Z latinského výrazu pro dva „duo“ se v češtině používá řada slov, např. duo, duet, duel, dualismus, duální systém apod.

## Dvojka včeštině
V češtině existuje pozůstatek dvojného čísla – např. na nohou, na rukou, na kolenou. Používá se rovněž latinská předpona pro dva „bi-“ např. bimetal, binární, bisexualita, nebo řecká předpona „di-“ dichotomie, dioda, a některé starší formy „samodruhá“.
Ve škole je dvojka známka, která označuje „chvalitebný“ prospěch.

## Chemie
- 2 je atomové číslo helia.

## Doprava
- Římská číslice II označuje silnici II. třídy (např. II/295).
- Číslicí dvě je též i označeno mnoho linek, například metra.

## Roky
- 2
- 2 př. n. l.